# Deutsche Arbeitsgemeinschaft genealogischer Verbände
Die Deutsche Arbeitsgemeinschaft der genealogischen Verbände e. V. (DAGV) ist der Dachverband der genealogischen und heraldischen Vereinigungen in Deutschland.

## Geschichte
Der Verein wurde am 28./29. Mai 1949 als Dachverband für die deutschen genealogischen Vereinigungen gegründet und steht in der Nachfolge der Arbeitsgemeinschaft deutscher familien- und wappenkundlicher Vereine, die am 29. November 1924 gegründet worden war.
Das Motto lautet:

„detegimus antiquorum generum vestigia.
Wir erforschen die Spuren alter Geschlechter.“

Dem Verein mit Sitz in Stuttgart gehören 67 Mitgliedsverbände mit über 22.000 Einzelmitgliedern an. Ihr Zweck ist es, die gemeinsamen Aufgaben ihrer Mitglieder auf dem Gebiete der Familienforschung und Heraldik zu fördern.
Ein Ergebnis der Interessenvertretung der Genealogen durch die DAGV ist die Freigabe der Personenstandsregister aus den Standesämtern in die Archive, wo sie aufgrund des 2009 in Kraft getretenen Personenstandsänderungsgesetzes frei erforschbar sind.
Am 25. Mai 2024 fand im Phoenix-Haus in Frankfurt am Main-Kalbach die Jubiläumsveranstaltung zum 75. Geburtstag der DAGV statt.
Die DAGV richtet für alle Mitglieder jährlich den Deutschen Genealogentag aus.

## Veröffentlichungen
- Literatur von und über Deutsche Arbeitsgemeinschaft genealogischer Verbände im Katalog der Deutschen Nationalbibliothek
- Herausgabe der DAGV-News
- Herausgabe der Deutschen Ortssippenbücher bis Band 41
- Herausgabe der Reihe Aktuelle Themen zur Genealogie (1/1957 – 17/2000)
- Herausgabe der Reihe Schrifttumsberichte zur Genealogie und ihren Nachbargebieten (1/1951 – 22/1972)
- Herausgabe der Neuen Folge der Familiengeschichtlichen Bibliographie. Band 1: 1945–1960; für die Zeit nach 1960: Familienkundliche Literaturdatenbank (http://famlit.genealogy.net/)
- Forscherkontakte (FOKO) im Internet (foko.genealogy.net) und auf CD-ROM (letzte Ausgabe 2002/2003)